# Carlos Rodrigues Corrêa
Carlos Rodrigues Corrêa, detto semplicemente Carlos Corrêa (Limeira, 29 dicembre 1980), è un ex calciatore brasiliano, di ruolo centrocampista.

## Palmarès

### Club

#### Competizioni nazionali
- Supercoppa d'Ucraina: 2

Dinamo Kiev: 2006, 2009

#### Competizioni statali
- Campeonato Paulista Série A2: 1

Portuguesa: 2013